# Conseil des superviseurs de San Francisco
Hôtel de ville
Le Conseil des superviseurs de San Francisco (en anglais : San Francisco Board of Supervisors) est la branche législative du gouvernement de la ville et du comté de San Francisco, dans l'État américain de Californie.

## Gouvernement et politique

Anciens districts de supervision de San Francisco, 1977-1980.

La ville et le comté de San Francisco sont regroupés en un entité appelée ville-comté étant à la fois une municipalité et un comté, statut qu'elle  possède depuis 1856. San Francisco a un maire qui dirige l'exécutif du comté et  préside le conseil des superviseurs, autrement dit, le conseil municipal.